# Libertango
Libertango ist eine Komposition des Tango-Komponisten Astor Piazzolla, aufgenommen in Mailand und 1974 veröffentlicht.
Der Titel ist eine Kombination des Wortes Libertad (spanisch für „Freiheit“) und Tango und steht für Piazzollas Bruch von klassischem Tango zu Tango Nuevo. Gleichzeitig ist es einer der am häufigsten gecoverten Tangos überhaupt. Die Melodie wird in vielen Musikrichtungen genutzt.

## Hintergrund
1973 erlitt Astor Piazzolla einen Herzinfarkt; kurz darauf zog er nach Mailand in Italien. Libertango entstand, nachdem Piazzollas europäischer Agent ihn gedrängt hatte, "airplay-freundliche" Stücke zu komponieren. Während seines Aufenthalts in Mailand entstand Libertango.
Das Stück baut auf einer einfachen und eingängigen Melodie auf, die vom Bandoneon gespielt wird und die mit einem kontrastierenden Abschnitt, gespielt von den Streichern, abgewechselt wird. Der Rhythmus ist synkopisch und energisch, und die Harmonie ist chromatisch und dissonant.
Piazzolla nahm das Stück 1974 auf; die Ursprungsversion dauert etwa zweieinhalb Minuten. Sie wurde als Teil eines gleichnamigen Albums veröffentlicht, das weitere Kompositionen von Piazzolla wie Meditango, Undertango und Violentango enthielt. Das ursprüngliche Arrangement ist seiner Besetzung mit dem Nonett Conjunto 9 näher als dem Sextett, zu dem er ab 1978 wieder zurückkehrte. Es symbolisiert seinen deutlichen Bruch von klassischer Tangomusik zum Tango Nuevo.

## Aufnahme von 1974
Besetzung:

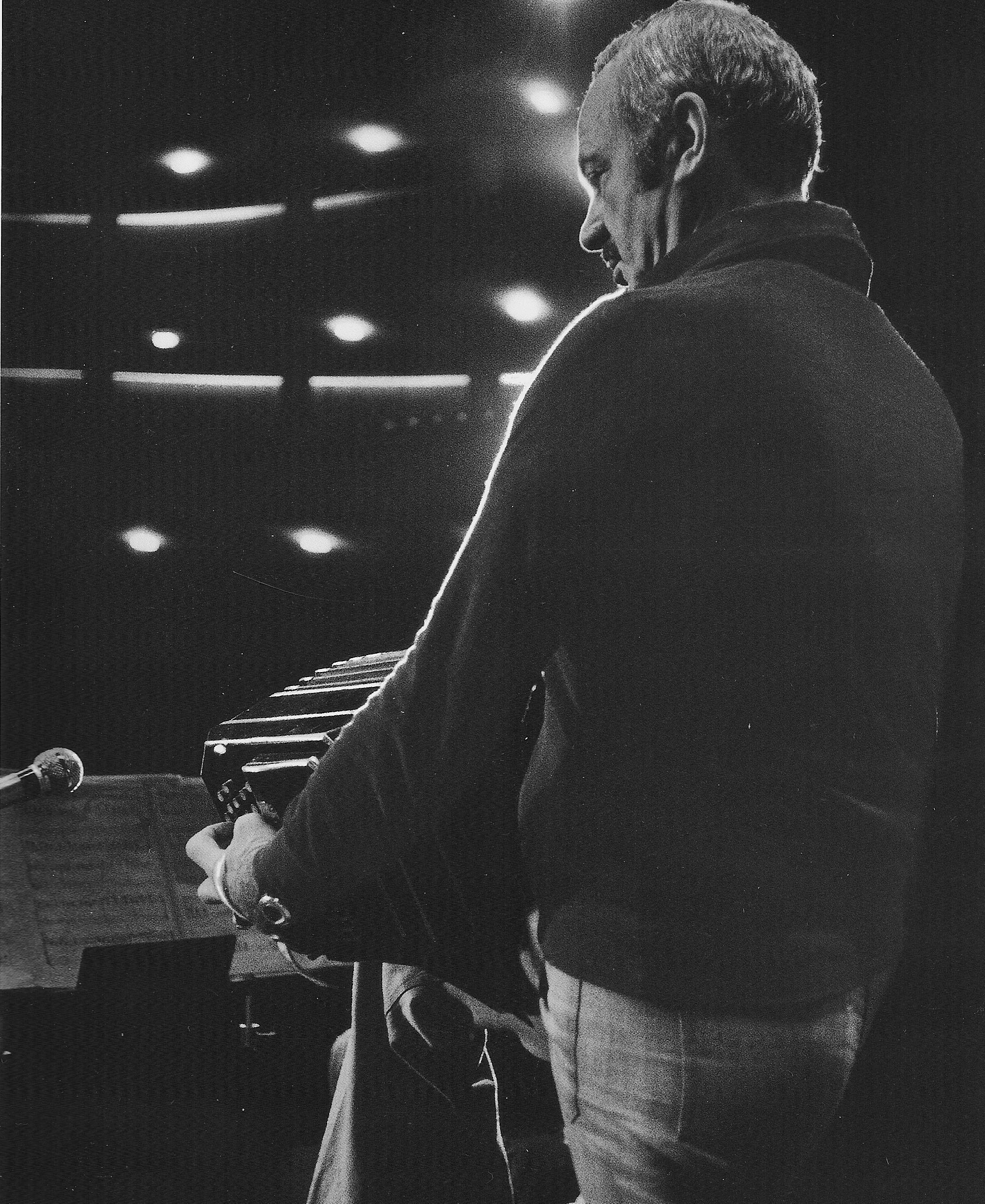
Astor Piazzolla (1975)

- Astor Piazzolla: Bandoneon, Arrangement, Orchesterleitung
- Felice Da Viá: Klavier, Hammond-Orgel C3
- Gianni Zilioli: Hammond-Orgel C3, Marimba
- Giuseppe Prestipino: Bassgitarre
- Tullio De Piscopo: Schlagzeug, Perkussion
- Filippo Daccò: Akustische und E-Gitarre
- Andrea Poggi: Pauken, Perkussion
- Streichersektion mit
  - Umberto Benedetti Michelangelo – 1. Geige
  - Elsa Parravicini – 1. Bratsche
  - Paolo Salvi – 1. Cello
- Marlaena Kessick: G-Flöte
- Hugo Heredia, Gianni Bedori: C-Flöte

Produzent: Aldo Pagani
Aufgenommen im Mai 1974 im Mondial Sound Studio, Mailand (Italien)
Toningenieur: Tonino Paolillo

## Coverversionen
Raymond Lefèvre nahm 1975 Libertango auf. In den nächsten Jahren entstanden Fassungen von Richard Galliano (auch mit Michel Portal), Herb Alpert oder Kazumi Watanabe/Larry Coryell. Der Cellist YoYo Ma spielte 1997 Libertango auf seinem Album Soul of the Tango: The Music of Astor Piazzolla. Der Gitarristen Al Di Meola stellte Libertango in seinem 2000er Album The Grande Passion vor.
1981 nahm Grace Jones ihre Version von Libertango auf, mit einem eigenen Text und unter dem Titel I've Seen That Face Before (Libertango). Dabei wurde die Tangomelodie von Libertango mit einem Reggae-Groove und einer Chanson-Stimmung kombiniert. Der von Jones und Barry Reynolds geschriebene Text beschreibt die geheimnisvolle Seite des Pariser Nachtlebens und enthält auch einen gesprochenen Teil auf Französisch: „Tu cherches quoi? À rencontrer la mort? Tu te prends pour qui? Toi aussi tu détestes la vie...“ („Wonach suchst du? Nach dem Tod? Was glaubst du, wer du bist? Du hasst das Leben, auch du...“). Jones’ Version wurde ein kommerzieller Erfolg und erreichte in mehreren europäischen Ländern die Top 20 (in Belgien die Nummer eins). Sie wurde in Filmen wie Der City Hai und Frantic eingesetzt.
Obwohl Libertango als Instrumentalstück geschaffen wurde, fügte der uruguayische Dichter Horacio Ferrer 1990 einen Text in spanischer Sprache hinzu, der das Thema Freiheit behandelte. Weitere Textversionen sangen Kristjana Arngrímsdóttir auf ihrem Album Tangó fyrir lífið (2011, Text von Kristjana Arngrímsdóttir und Kristján Hreinsson) und Vincent Niclo als Mi amor (Libertango).
Im Jahr 2002 erschien Libertango als klassisches Crossover des australisch-britischen Streichquartetts Bond auf dessen zweitem Album Shine. 2017 erschien es auf dem kollaborativen Live-Album der japanischen Jazzpianistin Hiromi und des kolumbianischen Harfenisten Edmar Castaneda.
Laut der Performance-Datenbank von AllMusic wurde die Komposition in über 400 verschiedenen Versionen veröffentlicht. Die Swingle Singers haben es A-Capella vorgetragen, Michel Camilo und Tomatito haben es ebenso interpretiert Die 12 Cellisten, das Gotan Project, Eva Matthes oder Anna Maria Kaufmann. Libertango hat sich als vielseitiges und zeitloses Stück erwiesen, das sich an verschiedene Stile und Instrumente anpassen und unterschiedliche Emotionen und Atmosphären vermitteln kann.
Im Jahr 1997 nahm die irische Volksmusikerin Sharon Shannon ein Cover von Grace Jones I’ve Seen That Face Before (Libertango) für ihr drittes Album Each Little Thing auf. Mit Session-Vocals von Kirsty MacColl erschien dieses 2001 auch auf MacColls The One and Only, einem Compilation-Album, das nach MacColl’s Tod veröffentlicht wurde. Shannon veröffentlichte diese Aufnahme erneut als Titeltrack ihrer 2004er Compilation.
Auch das Lied Jungle Tango vom Jazz Mandolin Project, Guy Marchands Lied Moi je suis tango und Kati Kovács’ Lied Hívlak bauen auf Libertango auf.
Die kubanisch-amerikanische Sängerin / Komponistin Luisa Maria Güell fügte dem Thema des Titels Libertango Texte hinzu und nahm sie für ihr 2007er Album Una auf.
Eine neuere spanische Version der Libertango-Texte gehört dem argentinischen Sänger, Texter und Komponisten Lilí Gardés, der die Einsamkeit des Stadtlebens beschreibt. Diese Version wurde von Edizioni Curci / Pagani SRL genehmigt und war Teil der Show Zombitango.

## Medien
In der Anime-Serie Prince of Tennis besuchten Atobe Keigo und Sanada Genichirou eine Aufführung dieses Songs. Sie benutzten es später, um den Takt für ihr Doppelspiel festzulegen. Im Fandom sind diese Charaktere als „Tango Pair“ bekannt.
Libertango war die Hintergrundmusik in der „Tarot“-Anzeige für den Volvo S60. Die Musik wurde im Film Frantic von Roman Polanski (1988) sowie in Jacques Rivettes Film Le Pont du Nord (1981) verwendet.